# Adam Galos
Adam Wojciech Galos (ur. 22 lipca 1924 w Krakowie, zm. 11 kwietnia 2013 we Wrocławiu) – prof. dr hab., polski historyk, znawca dziejów Niemiec, stosunków polsko-niemieckich, zaboru pruskiego i Galicji, obchodów rocznic historycznych XIX i XX wieku.

## Życiorys
Był synem Stanisława Józefa Galosa, podpułkownika żandarmerii, i Zofii z domu Pieczarka. Do 1941 mieszkał w Warszawie, będąc w latach 1936–1939 uczniem I Państwowego Gimnazjum i Liceum im. Stefana Batorego, a w latach 1939–1942 uczęszczając na tajne komplety. Od 1942 przebywał w Krakowie, gdzie w tymże roku zdał maturę i rozpoczął studia na Wydziale Historii Uniwersytetu Jagiellońskiego – tajnych kompletach 1943–1945 Wydziału Filozoficznego UJ, następnie, 1945–1946, studiował na UJ, które ukończył tytułem magistra (uczeń L. Piotrowicza i H. Wereszyckiego). Jednocześnie, w latach 1942–1945, działał w Armii Krajowej, a od 1944 był redaktorem konspiracyjnego pisma „Na placówce”.
W 1946 zamieszkał we Wrocławiu i został zatrudniony na Uniwersytecie Wrocławskim, Wydziale Filozoficzno-Historycznym w Instytucie Historii. W 1950 został doktorem u prof. Henryka Wereszyckiego, w 1955 – docentem, w 1967 – profesorem nadzwyczajnym, a w 1989 – profesorem zwyczajnym. Pracował na stanowiskach: od 1946 – starszego asystenta, od 1950 – adiunkta, w latach 1958–1968 – zastępcy przewodniczącego uczelnianej komisji wydawniczej. W latach 1969–1973 był prodziekanem Wydziału Filozoficzno-Historycznego, w latach 1976–1981 wicedyrektorem, a w 1981–1994 dyrektorem Instytutu Historycznego. W latach 1981–1987 był członkiem senatu UWr. Od 1980 członek Solidarności. W latach 1982–1983 działał w tajnych strukturach związku.
Był autorem około 650 publikacji naukowych dotyczących stosunków polsko-niemieckich w XIX/XX wieku, historii Niemiec, zaboru pruskiego, historii Śląska i Galicji, obchodach rocznicowych w Polsce i innych krajach. Wykształcił około 20 doktorów i około 260 magistrów. Wygłaszał referaty i wykłady na uniwersytetach w Aarhus (Dania), Sacramento (Kalifornia), Lille, Londynie, NRD i wielokrotnie w różnych miastach w RFN oraz dla gości zagranicznych w Lublinie i we Wrocławiu. W 1993 za wybitne zasługi w pracy naukowej i dydaktycznej został odznaczony Krzyżem Oficerskim Orderu Odrodzenia Polski. Był autorem haseł w Polskim Słowniku Biograficznym i Słowniku biograficznym działaczy polskiego ruchu robotniczego.
Zmarł 11 kwietnia 2013 roku, w wieku 89 lat, we Wrocławiu. Został pochowany 18 kwietnia 2013 roku na cmentarzu parafialnym "Skowronia Góra" przy ulicy Działkowej.

## Działalność  zawodowa
Członek towarzystw naukowych:
- Komisji historyków Polski i NRD, 1958–1968;
- Wrocławskiego Towarzystwa Naukowego (członek honorowy, wieloletni wiceprzewodniczący Zarządu Głównego)
- Wrocławskiego Towarzystwa Miłośników Historii (różne funkcje: sekretarz, skarbnik, prezes), Polskie Tow. Historyczne (członek honorowy)[9]
- redaktor kilku pism historycznych: m.in. redaktor naczelny „Śląskiego Kwartalnika Historycznego Sobótka” (1975–2009), członek redakcji „Kwartalnika Historycznego” w Warszawie do 2008
- członek Rady Naukowej „Polskiego Słownika Biograficznego” w Krakowie
- redaktor prac Wydziału II Wrocławskiego Towarzystwa Naukowego od lat 60. do 90.
- przewodniczący komisji wydawniczej „Centrum Badań Śląskoznawczych i Bohemistycznych” w latach 90.

## Wybrane publikacje
- Historia Niemiec (wspólnie z Władysławem Czaplińskim i Wacławem Kortą), okres od 1789–1945, wydanie 1981, 1989 oraz wydanie III uzupełnione o historię Niemiec do 2009, wydanie 2010
- Historia zaboru pruskiego w Historii Polski, tom 3, część 1 i 2
- Hakata w pierwszych latach istnienia w Historii Hakaty
- Opracowanie: Z moich pamiętników Michał Bobrzyński, 1957, II wyd. 2006, tom 1–2, 2006
- udział w pracy zbiorowej Wrocław – jego dzieje i kultura pod redakcją Zygmunta Świechowskiego, Warszawa 1978, rozdziały:
  -  Miasto w 1. połowie XIX wieku
  - Wielkomiejski rozwój Wrocławia w latach 1850–1914
  -  Wrocław w latach 1914–1945
- Historia Polski, udział w pracy zbiorowej pod redakcją Ż. Kormanowej, W. Najdus, tom III, cz. 1 rozdział V, VI, VII;, tom III, cz. 2 rozdział III, V, XIV, XVII; tom III, cz. 33
- Wrocław w ostatnim półwieczu, Rocznik Wrocławski, 1995

## Upamiętnienie
- W rocznicę śmierci prof. Adama Galosa jego imieniem nazwano Bibliotekę Instytutu Historycznego Uniwersytetu Wrocławskiego[10].